# Salsola komarovii
Salsola komarovii är en amarantväxtart som beskrevs av Modest Mikhaĭlovich Iljin. Salsola komarovii ingår i släktet sodaörter, och familjen amarantväxter. Inga underarter finns listade i Catalogue of Life.